# Funk – dla smaku
Funk – dla smaku – album muzyczny polskiego zespołu hip-hopowego o nazwie 2cztery7. Wydawnictwo ukazało się 28 kwietnia 2005 roku nakładem wytwórni muzycznej EmbargoNagrania.
Nagrania dotarły do 20. miejsca zestawienia OLiS. 

## Lista utworów
Opracowano na podstawie materiału źródłowego.
1. „Intro” (gościnnie: Jan Nowicki) – 1:33
2. „Nie potrzeba mi wiele” (gitara basowa: Piotr Pacak, gitara: Krzysztof Riczi Rychard, produkcja: Ten Typ Mes, gościnnie: Emil Blef, scratche: DJ mEZ) – 4:54
3. „Taakie panie...” (produkcja: Ten Typ Mes, scratche: DJ mEZ) – 4:30
4. „Gdzie wtedy byłeś?” (produkcja: Pat Patent, gościnnie: Dizkret, Magda Kujawska) – 5:26
5. „Dwa, cztery, siedem” (gitara basowa: Piotr Pacak, gitara: Krzysztof Riczi Rychard, produkcja: Ten Typ Mes, scratche: DJ Twister, gościnnie: Trish) – 3:55
6. „Bez przemęczenia (wolny zawód)” (produkcja: Scoop, scratche: DJ mEZ, gościnnie: Magda Kujawska) – 5:20[A]
7. „Długo czekałem” (gitara basowa: Piotr Pacak, produkcja: Święty) – 4:13
8. „Zmarnowane dni/Zyskane szanse” (gitara: Krzysztof Riczi Rychard, produkcja: Ten Typ Mes, gościnnie: Magda Kujawska) – 4:40[B]
9. „Na co ci używki” (produkcja: Praktik) – 3:55
10. „Skąd mogłem wiedzieć?” (produkcja: Ten Typ Mes, scratche: DJ mEZ) – 4:53
11. „To byłem ja” (produkcja: Scoop, gościnnie: Magda Kujawska) – 5:18[C]
12. „Błędne sugestie” (produkcja: Ten Typ Mes, scratche: DJ Panda) – 4:11
13. „Uchyl szybę” (produkcja: Ten Typ Mes, gościnnie: Lerek) – 5:01
14. „Mamoo” (produkcja: Ten Typ Mes, scratche: DJ Twister) – 3:35
15. „Nie mogą nas rozdzielić” (gitara basowa: Piotr Pacak, produkcja: Ten Typ Mes, gościnnie: Magda Kujawska) – 4:31
16. „Wiem co ci dać” (produkcja: Kociołek) – 4:59
17. „To już czas” (produkcja: Kociołek) – 4:58
18. „Zwykle nie rapują, ale...(Hidden Track)” (produkcja: Numer Raz, gościnnie: DJ Romek, Kociołek, Mormon, Noon) – 3:19

Notatki
- A^ W utworze wykorzystano sample z piosenki „Ready for Your Love” w wykonaniu Mtume[4].
- B^ W utworze wykorzystano sample z piosenki „Holding You, Loving You” w wykonaniu Dona Blackmana[4].
- C^ W utworze wykorzystano sample z piosenki „In Motion” w wykonaniu Freda Payne[4].